# Muara Simpur
Muara Simpur is een bestuurslaag in het regentschap Seluma van de provincie Bengkulu, Indonesië. Muara Simpur telt 129 inwoners (volkstelling 2010).